# Đỗ Anh Vũ
 (décembre 2023).
Si vous disposez d'ouvrages ou d'articles de référence ou si vous connaissez des sites web de qualité traitant du thème abordé ici, merci de compléter l'article en donnant les références utiles à sa vérifiabilité et en les liant à la section « Notes et références ».
Đỗ Anh Vũ (Hán tự : 杜 英武, 1113-1158) était un fonctionnaire à la cour royale vietnamienne de Lý Anh Tông, le sixième empereur de la dynastie Lý. Il fut considéré comme le personnage le plus éminent du clan du consort (en) pendant le début de la période Ly. Il a occupé le poste le plus puissant de la cour royale de 1140 à sa mort en 1158, sauf une courte période où il a été renversé par un groupe de fonctionnaires dirigé par le commandant militaire Vũ Đại.
Selon les historiens dynastiques tels que Ngô Sĩ Liên et Lê Văn Hưu, Đỗ Anh Vũ fut un fonctionnaire qualifié mais arrogant qui a profité de sa position (due à sa relation intime avec l'impératrice Lê Thị), pour purger ses opposants à la cour royale par d'impitoyables méthodes. Toutefois, la découverte dans les années 1930 d'une stèle gravée comportant la description de sa vie a fourni une autre perspective sur un fonctionnaire loué pour son noble caractère et son dévouement pour la stabilité de la dynastie Lý.